# Phyllopodopsyllus tristanensis
Phyllopodopsyllus tristanensis är en kräftdjursart som först beskrevs av Wiborg 1964.  Phyllopodopsyllus tristanensis ingår i släktet Phyllopodopsyllus och familjen Tetragonicipitidae. Inga underarter finns listade i Catalogue of Life.